# Леклер, Феликс
Феликс Эжен Леклер (вариант: Леклерк, фр. Félix Eugène Leclerc, 2 августа 1914, Ля-Тюк — 8 августа 1988, о-в Орлеан) — франкоканадский певец, автор песен, актёр, романист и драматург. Почётный доктор Квебекского университета, кавалер нескольких канадских и зарубежных орденов.

## Биография
Феликс Леклер был шестым из 11 детей в семье торговца лесом и зерном. Все члены семьи играли на разных инструментах и пели. В восемь лет, когда его старшая сестра начала учиться игре на фортепиано, Феликс познакомился с произведениями Моцарта и Шуберта.
В 18 лет Феликс поступает в Оттавский университет. Будучи студентом, в 1931 году он написал свою первую песню, Notre Sentier. Из-за начавшейся Великой депрессии ему пришлось бросить учёбу и пойти в сельскохозяйственные рабочие на ферме своих родителей. После этого он сменил несколько работ, в том числе он работал помощником бальзамировщика. Позже впечатления от ранних лет трудовой биографии нашли отражение в нескольких его песнях.  С 1934 года он работает диктором и сценаристом на радиостанции CHRC в городе Квебек, а в 1938 году переходит на станцию CHLN в Труа-Ривьер. Во время работы в Квебеке Феликс взял несколько уроков игры на гитаре.
В 1939 году Феликс Леклер находит работу сценариста на центральном радио Канады. Некоторые из его циклов («Ресторан напротив», где прозвучала его первая песня, а также «Я помню» (фр. Je me souviens), «Мечты с аукциона» и «Театр в моей гитаре») становятся популярными. Он также играет роли в радиопостановках «Человек и его грех» и «Семейная жизнь», а с 1942 года начинает сценическую карьеру в монреальском театре Compagnons de Saint-Laurent.
Сценарии Леклера привлекли внимание писателя и кинопродюсера Альбера Тессье, который помог издать их в виде трёх сборников, которые успешно разошлись в продаже. В 1948 Леклер с двумя друзьями организует театральную труппу VLM (по первым буквам фамилий), которая гастролирует по всему Квебеку с двумя его пьесами. Некоторые из песен Леклера служат интерлюдиями между актами пьес. Ещё одна его пьеса, «Пещера чудес» (фр. La Caverne des splendeurs), получила в 1949 году первый приз на конкурсе одноактных пьес фонда «Amis de l’art». В конце 40-х годов Леклер ведёт на радио собственную передачу, «Феликс Леклер и его песни». Многие из прозвучавших в ней песен становятся шлягерами.
В 1950 году художественный директор звукозаписывающей компании Philips Жак Канетти, услышав песни Леклера по монреальскому радио, предлагает ему контракт на выступления во Франции. Первый концерт Леклера в Париже проходит в мюзик-холле «A.B.C.» в декабре того же года, вместе с ним выступают Эдит Пиаф и группа «Compagnons de la Musique». После этого следуют гастроли в разных городах Франции, а также в Бельгии и Швейцарии и записи в европейских фирмах. В 1953 году, когда он возвращается в Канаду, чтобы дать серию концертов, его встречают, как героя.
В дальнейшем Леклер выступает поочерёдно в Европе и Канаде. В Канаде он проводит турне по западным провинциям в 1965 году, концерты в главном монреальском концертном зале «Place des Arts» (1967) и Национальном центре искусств в Оттаве (1971). В 1974 году он принимает участие в фестивале «Superfrancofête» в Квебеке.
В 1979 году Леклер дал свой последний концерт. После этого он удалился на острове Орлеан близ Квебек-сити, редко показываясь на люди, но продолжая публиковаться. В эти годы он пишет две книги: «Мечты на продажу» (фр. Rêves à vendre, издана в 1984 году) и «Последние блокноты» (фр. Derniers calepins, издана в 1988 году после смерти автора). Его смерть стала шоком для всего Квебека, и во время его похорон на острове Орлеан тысячи поклонников собрались в Монреале и Квебек-сити. Соболезнования приходили со всего мира, в том числе от правительства Франции.

## Творчество
Творчество Леклера, как считается, вдохнуло новую жизнь в искусство французского шансона, оказав влияние на Жоржа Брассенса, Ги Беара и Жака Бреля. Для канадского шансона он является одним из основоположников его современной формы.
Леклер написал около 160 песен. В его творчестве просматривается определённое влияние классической музыки, народных французских песен, работ более раннего квебекского исполнителя Овилы Легаре (фр. Ovila Légaré), а также кельтского (ирландского и шотландского) фольклора. Влияние на Леклера оказали такие французские мастера первой половины века, как Морис Шевалье, Люсьен Бойе и Тино Росси. Его быстрые струнные переборы напоминают о цыганской и русской музыке, характерная настройка гитары (на полтора тона ниже стандартной) считается отражением воздействия американского негритянского блюза, а свинговые элементы аккомпанемента свидетельствуют о влиянии американского джаза. В отдельных песнях встречаются также заимствования из музыки кантри и блюграсса.
В свою очередь Леклер оказал влияние на три следующих поколения канадских авторов-исполнителей, а его взгляды, со временем эволюционировавшие в направлении квебекского сепаратизма (о чём свидетельствует песня 1970 года L’Alouette en colère — Жаворонок в гневе, где говорится об ограбленном и лишённом наследства Квебеке — и три последних альбома L’Alouette en colère, Le Tour de l'Île и Mon fils), собрали в провинции значительное число последователей ещё до «Тихой революции».
Стиль Леклера отличают уже упомянутая низкая настройка струн и быстрые переборы большим пальцем, а также быстрые арпеджио, исполняемые большим и указательным пальцем и комбинации арпеджио и классических тремоло. Его правая рука во время игры обычно располагалась в верхнем диапазоне грифа.

### Дискография (прижизненные издания)
- Félix Leclerc chante ses derniers succès sur disque (Philips, 1951)
- Mes premières chansons (Philips, 1951-53)
- Felix Leclerc chante (Philips, 1957)
- Les Nouvelles Chansons de Félix Leclerc (Philips, 1959)
- Le Roi heureux (Philips, 1959-62)
- Félix Leclerc (Philips, 1964)
- Moi mes chansons (Philips, 1966)
- La Vie (Philips, 1967)
- Cent Chansons (Philips, 1968)
- Félix Leclerc dit pieds nus dans l’aube (Poly, 1969)
- J’inviterai l’enfance (Pjilips, 1969)
- Félix Leclerc chante pour les enfants (Philips, 1970)
- Pleins feux sur Félix Leclerc (Philips, 1971)
- L’Alouette en colère (Philips, 1972)
- Félix Leclerc (RCI, 1972)
- Merci la France (Poly, 1975)
- Le Tour de l'île (Philips, 1975)
- Le Temps d’une saison (Poly, 1976, в соавторстве)
- Mon fils (Poly, 1978, в соавторстве)
- Le Bal (Poly, 1979)
- Chansons dans la mémoire longtemps (Poly, 1979)
- La Légende du petit ours gris/Le Journal d’un chien (PolyGram, 1979, в соавторстве)
- Mouillures (Poly, 1979)
- Prière bohémienne (Poly, 1979)

## Награды

### Музыкальные премии
На протяжении своей карьеры шансонье Феликс Леклер трижды удостаивался Grand Prix du disque, вручаемого академией Шарля Кро за выдающиеся музыкальные записи. В 1951 году он получил этот приз за песню Moi, mes souliers («Мои башмаки»), в 1958 году за композицию Félix Leclerc et sa guitare и в 1973 году за достижения на протяжении всей творческой карьеры.
В 1975 году Леклер был награждён Призом Каликсы Лавалле, названным в честь автора музыки национального гимна Канады и вручаемым наиболее выдающимся музыкантам Квебека. Он был удостоен почётного диплома Канадской конференции искусств 1976 года, а на следующий год стал первым лауреатом Приза Дениз Пеллетье, вручаемого за достижения на протяжении творческой карьеры. В 2003 году он был посмертно избран членом Зала славы канадских авторов песен.

### Прочие награды
В 1982 году Леклер стал почётным доктором Квебекского университета. В его честь с 1983 по 1991 год был назван театр в Монреале. Его имя носит награда «Феликс» (фр. Prix Félix), вручаемая каждый год лучшим квебекским певцам и музыкантам. По данным Комиссии по топонимике Квебека, имя Феликса Леклера занимает пятое место после Самюэля де Шамплейна, Жака Картье, брата Мари-Викторина и Жана Талона по частоте присвоения улицам, площадям и зданиям провинции Квебек. Три музея в Квебеке посвящены полностью или частично Леклеру и его творчеству. В 1990 году в монреальском парке Лафонтен ему был возведён памятник, а в 2000 году в Канаде выпущена марка с его изображением.
В 1968 году Леклер стал офицером Ордена Канады, в 1983 году Великим офицером Национального ордена Квебека, а в 1986 году кавалером Ордена Почетного легиона.